# Forty Fort
Forty Fort é um distrito localizado no estado norte-americano de Pensilvânia, no Condado de Luzerne.

## Demografia
Segundo o censo norte-americano de 2000, a sua população era de 4579 habitantes.
Em 2006, foi estimada uma população de 4308, um decréscimo de 271 (-5.9%).

## Geografia
De acordo com o United States Census Bureau tem uma área de
4,0 km², dos quais 3,5 km² cobertos por terra e 0,5 km² cobertos por água.

## Localidades na vizinhança
O diagrama seguinte representa as localidades num raio de 4 km ao redor de Forty Fort.